# Cleveland Browns
I Cleveland Browns sono una squadra professionistica di football americano della NFL con sede a Cleveland. Competono nella North Division della American Football Conference e giocano le loro gare interne al Huntington Bank Field (chiamato FirstEnergy Stadium dal 2013 all'aprile 2023 e Cleveland Browns Stadium dal 1999 al 2012 e dall'aprile 2023 all'agosto 2024). La sede amministrativa e le strutture di allenamento sono a Berea (Ohio). I colori ufficiali dei Browns sono l'arancione, il marrone e il bianco. Sono gli unici tra i 32 club della NFL a non avere un logo o un particolare disegno sul casco, che è di colore arancione a tinta unita con una striscia marrone ai lati e bianca al centro.
I Cleveland Browns furono fondati nel 1945 dall'imprenditore Arthur B. "Mickey" McBride come membro originario della All-America Football Conference (AAFC), che iniziò le attività l'anno successivo. I Browns dominarono la AAFC, facendo registrare un record di 47–4–3 nelle quattro stagioni di attività della lega, in cui vinsero il titolo di campioni ogni anno. Dopo la stagione 1949, la AAFC fallì e i Browns furono una delle tre franchigie a unirsi alla National Football League (le altre furono i San Francisco 49ers e la versione originale dei Baltimore Colts). I Browns vinsero il titolo nella loro prima stagione nella NFL, nel 1950, a cui si aggiunsero quelli nel 1954, 1955 e 1964. Dal 1965 al 1995, il club raggiunse i playoff 14 volte ma non vinse più alcun titolo né prese parte a un Super Bowl.
Il 6 novembre 1995, Art Modell, che aveva acquistato i Browns nel 1961, annunciò il trasferimento della squadra a Baltimora alla fine di quella stagione. I diritti sulla proprietà intellettuale sui Browns rimasero però a Cleveland in vista della creazione di una nuova squadra. I Browns furono inattivi per tre stagioni.
Dal ritorno nel 1999, i Cleveland Browns hanno avuto un successo limitato, con due sole stagioni con un record positivo: 9–7 nel 2002 e 10–6 nel 2007, qualificandosi per i play-off nell'ultima occasione nel 2002, come wild card.
Al 2024, secondo la rivista Forbes, il valore dei Browns è di circa 5,15 miliardi di dollari, diciannovesimi tra le franchigie della NFL.

## Storia

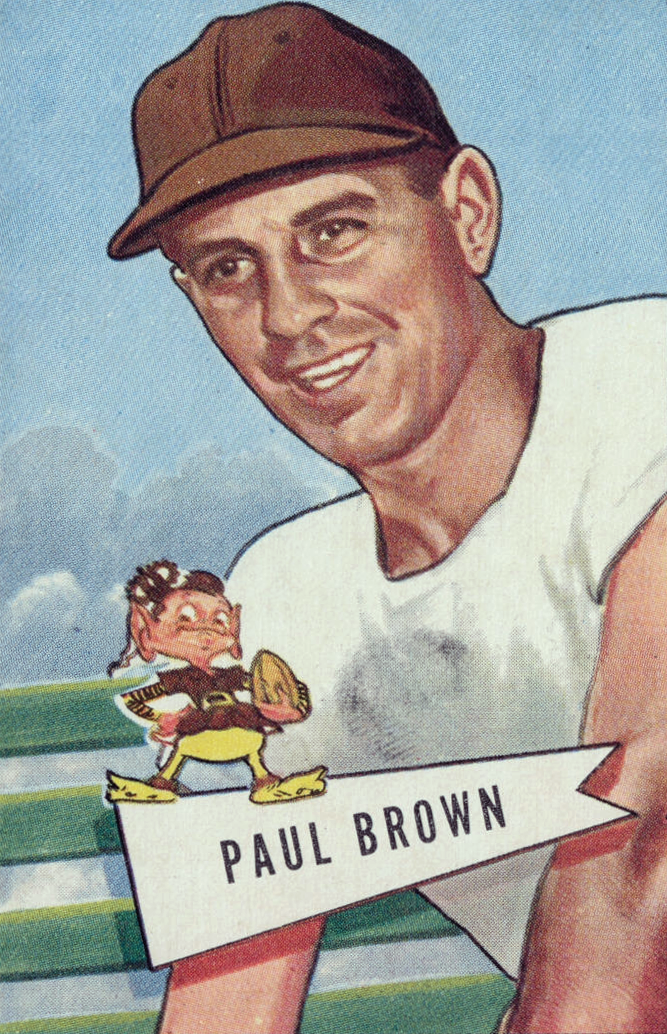
Il fondatore Paul Brown in una card del 1952.

La storia della squadra iniziò nel 1944 quando il magnate dei taxi Arthur B. "Mickey" McBride si assicurò a Cleveland una franchigia della neo costituita All-America Football Conference (AAFC). Paul Brown, che il coach Bill Walsh una volta definì "il padre del football moderno", fu il primo allenatore della squadra. Dal loro inizio nel 1946 al Cleveland Municipal Stadium, i Browns ebbero un grande successo. Cleveland vinsero tutti i quattro campionati della AAFC prima che lega cessasse le attività nel 1949. La squadra si trasferì così nella più stabile National Football League (NFL), dove continuò a dominare. Tra il 1950 e il 1955, Cleveland raggiunse la finale di campionato ogni anno, vincendola per tre volte. Stelle di quegli anni furono il quarterback Otto Graham, il kicker e offensive tackle Lou Groza, i wide receiver Dante Lavelli e Mac Speedie, il fullback Marion Motley e il nose tackle Bill Willis.
Nel 1953 McBride e i suoi soci vendettero la squadra a un gruppo di uomini d'affari di Cleveland per 600.000 dollari, somma allora senza precedenti. Otto anni dopo la squadra fu nuovamente venduta, questa volta a un gruppo di investitori guidato da Art Modell. Questi licenziò Brown prima della stagione 1963 sostituendolo con Blanton Collier, ma la squadra continuò ad avere successo, trascinata dal running back Jim Brown. Cleveland vinse il campionato nel 1964 e raggiunse la finale l'anno successivo, perdendo contro i Green Bay Packers. La squadra arrivò ai playoff per tre volte alla fine degli anni sessanta, però non riuscì mai a qualificarsi per il Super Bowl.

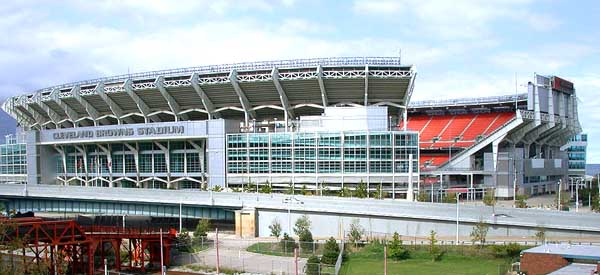
Il Cleveland Browns Stadium, casa dei Browns.

Quando la AFL e la NFL si fusero prima della stagione 1970, Cleveland divenne parte della nuova American Football Conference (AFC). I Browns raggiunsero i playoff nel 1971 e 1972, tuttavia caddero nella mediocrità nella metà degli anni settanta. Tornarono competitivi nel 1979 e 1980, quando il quarterback Brian Sipe guidò una serie di vittorie negli ultimi minuti che fece guadagnare alla squadra il soprannome di "Kardiac Kids". Con Sipe, comunque, la squadra non superò mai il primo turno dei playoff. Maggiore successo ebbe il quarterback Bernie Kosar, scelto da Cleveland nel 1985, che portò la squadra a tre finali della NFC in quattro anni, perdendo sempre coi Denver Broncos, in partite entrate nella storia della NFL come The Drive e The Fumble. Nel 1995 Modell annunciò la sua intenzione di trasferire i Browns a Baltimora, scatenando le ire dei tifosi. Alla fine si giunse a un accordo che mantenne a Cleveland il nome, i colori e la storia dei Browns. Dopo tre stagioni di inattività, la squadra tornò a giocare nel nuovo Cleveland Browns Stadium nel 1999, sotto la direzione di un nuovo proprietario, Al Lerner. Da allora i Browns hanno raggiunto i playoff una sola volta, nel 2002.
Nell'ottobre 2012, Jimmy Haslam raggiunse un accordo con Randy Lerner per acquistare la franchigia per un miliardo di dollari. Il 16 ottobre 2012, l'acquisto fu approvato unanimemente da tutti i 32 proprietari delle franchigie della NFL, con la vendita che si concluse il 25 ottobre 2012.

## Loghi e uniformi

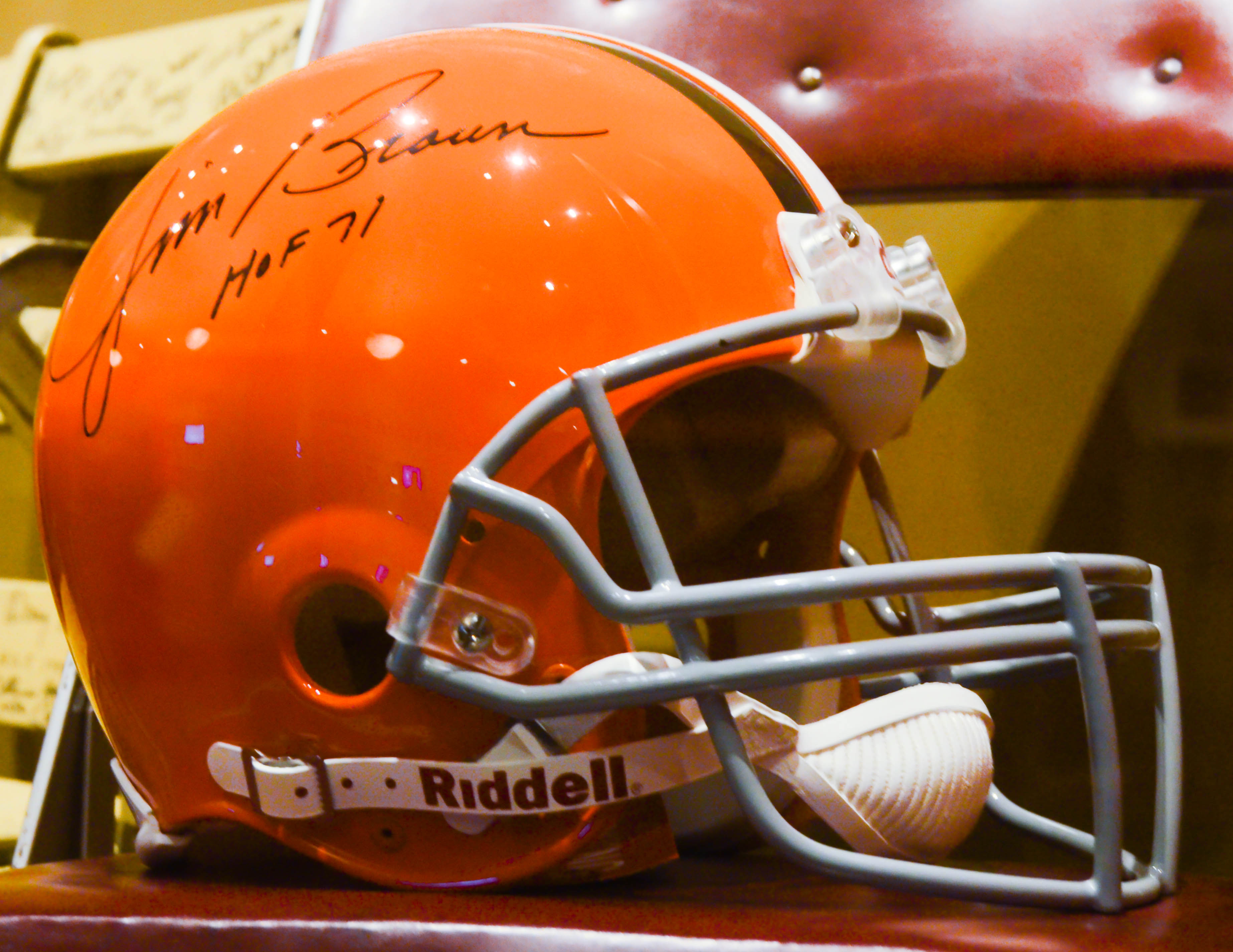
Il casco dei Browns è l'unico senza logo nella NFL.

La divisa casalinga è bianca a bordi arancio/marrone, pantaloncini bianchi a bordi arancio/marrone. Quella da trasferta è marrone a bordi bianco/arancio, pantaloncini bianchi a bordi arancio/marrone.
Esistono anche delle varianti che prevedono, a seconda delle esigenze cromatiche, l'uso di pantaloncini marroni o arancioni sia per la prima sia per la seconda divisa. I caschi indossati dai giocatori non presentano alcun tipo di logo, unici nella NFL, e sono di color arancione, attraversati longitudinalmente da una striscia bianca bordata di marrone. Il logo tradizionale dei Browns consiste semplicemente in un casco di colore bruno-arancione. Dal 2008 hanno adottato un logo alternativo che consiste in una testa di bulldog, chiamato "Dawg".

## Cronistoria
La seguente è la lista delle ultime dieci stagioni dei Browns.
| Cronistoria dei Cleveland Browns | Cronistoria dei Cleveland Browns | Cronistoria dei Cleveland Browns | Cronistoria dei Cleveland Browns | Cronistoria dei Cleveland Browns | Cronistoria dei Cleveland Browns | Cronistoria dei Cleveland Browns | Cronistoria dei Cleveland Browns | Cronistoria dei Cleveland Browns | Cronistoria dei Cleveland Browns | Cronistoria dei Cleveland Browns |                              |
| Stagione di lega                 | Stagione di squadra              | Lega                             | Conference                       | Division                         | Stagione regolare                | Stagione regolare                | Stagione regolare                | Stagione regolare                | Play-off                         | Premi individuali                |                              |
| Stagione di lega                 | Stagione di squadra              | Lega                             | Conference                       | Division                         | Pos.                             | V                                | S                                | P                                | Play-off                         | Premi individuali                |                              |
| -------------------------------- | -------------------------------- | -------------------------------- | -------------------------------- | -------------------------------- | -------------------------------- | -------------------------------- | -------------------------------- | -------------------------------- | -------------------------------- | -------------------------------- | ---------------------------- |
| 2010                             | 2010                             | NFL                              | AFC                              | North                            | 3                                | 5                                | 11                               | 0                                | non disputati                    |                                  |                              |
| 2011                             | 2011                             | NFL                              | AFC                              | North                            | 4                                | 4                                | 12                               | 0                                | non disputati                    |                                  |                              |
| 2012                             | 2012                             | NFL                              | AFC                              | North                            | 4                                | 5                                | 11                               | 0                                | non disputati                    |                                  |                              |
| 2013                             | 2013                             | NFL                              | AFC                              | North                            | 4                                | 4                                | 12                               | 0                                | non disputati                    |                                  |                              |
| 2014                             | 2014                             | NFL                              | AFC                              | North                            | 4                                | 7                                | 9                                | 0                                | non disputati                    |                                  |                              |
| 2015                             | 2015                             | NFL                              | AFC                              | North                            | 4                                | 3                                | 13                               | 0                                | non disputati                    |                                  |                              |
| 2016                             | 2016                             | NFL                              | AFC                              | North                            | 4                                | 1                                | 15                               | 0                                | non disputati                    |                                  |                              |
| 2017                             | 2017                             | NFL                              | AFC                              | North                            | 4                                | 0                                | 16                               | 0                                | non disputati                    |                                  |                              |
| 2018                             | 2018                             | NFL                              | AFC                              | North                            | 4                                | 7                                | 8                                | 1                                | non disputati                    |                                  |                              |
| 2019                             | 2019                             | NFL                              | AFC                              | North                            | 3                                | 6                                | 10                               | 0                                | non disputati                    |                                  |                              |
| Totale                           | Totale                           | Totale                           | Totale                           | Totale                           | Totale                           | 538                              | 524                              | 11                               | Record di stagione regolare      | Record di stagione regolare      | Record di stagione regolare  |
| Totale                           | Totale                           | Totale                           | Totale                           | Totale                           | Totale                           | 16                               | 20                               |                                  | Record dei play-off              | Record dei play-off              | Record dei play-off          |
| Totale                           | Totale                           | Totale                           | Totale                           | Totale                           | Totale                           | 554                              | 544                              | 11                               | Stagione regolare e play-off     | Stagione regolare e play-off     | Stagione regolare e play-off |

Legenda
- Vittoria nel Super Bowl (dal 1966)
- Vittoria nella lega (1920-1969)
- Vittoria nella Conference

- Vittoria nella Division
- Qualificazione al Wild Card Game (dal 1978)
- V = Vittorie

- S = Sconfitte
- P = Pareggi
- T = Posizione a pari merito

## Giocatori importanti

### Membri della Pro Football Hall of Fame

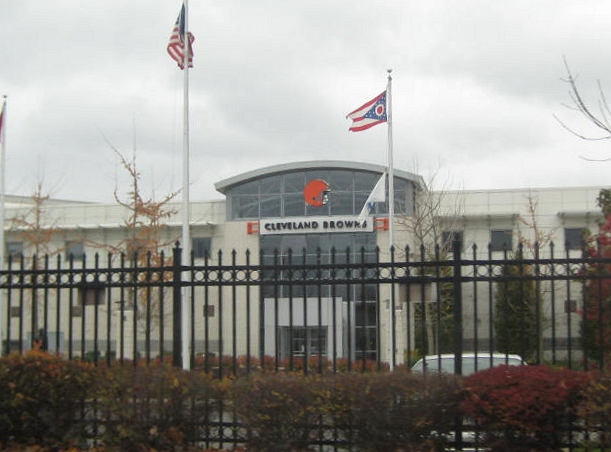
La sede dei Browns a Cleveland

Alla classe 2017, 15 giocatori e un membro dello staff dei Browns sono stati inseriti nella Pro Football Hall of Fame:
| Hall of Famer dei Cleveland Browns |    |         |                   |
| Anno                               | N. | Ruolo   | Giocatore         |
| 1965                               | 14 | QB      | Otto Graham       |
| 1967                               | -- | Allen.  | Paul Brown        |
| 1968                               | 36 | FB      | Marion Motley     |
| 1971                               | 32 | FB      | Jim Brown         |
| 1974                               | 76 | OT e K  | Lou Groza         |
| 1975                               | 86 | TE      | Dante Lavelli     |
| 1976                               | 80 | DE      | Len Ford          |
| 1977                               | 60 | OG      | Bill Willis       |
| 1983                               | 49 | WR e HB | Bobby Mitchell    |
| 1983                               | 42 | WR      | Paul Warfield     |
| 1984                               | 74 | OT      | Mike McCormack    |
| 1985                               | 52 | C       | Frank Gatski      |
| 1994                               | 44 | RB      | Leroy Kelly       |
| 1999                               | 82 | TE      | Ozzie Newsome     |
| 2003                               | 64 | OG      | Joe DeLamielleure |
| 2007                               | 66 | OG      | Gene Hickerson    |

### Premi individuali
| MVP della NFL |            |       |
| Anno          | Giocatore  | Ruolo |
| 1957          | Jim Brown  | RB    |
| 1958          | Jim Brown  | RB    |
| 1965          | Jim Brown  | RB    |
| 1980          | Brian Sipe | QB    |

| Difensore dell'anno |               |       |
| Anno                | Giocatore     | Ruolo |
| 2023                | Myles Garrett | DE    |

| Comeback Player of the Year |            |       |
| Anno                        | Giocatore  | Ruolo |
| 2023                        | Joe Flacco | QB    |

| Rookie difensivo dell'anno |            |       |
| Anno                       | Giocatore  | Ruolo |
| 1982                       | Chip Banks | LB    |

| MVP del Pro Bowl |             |       |
| Anno             | Giocatore   | Ruolo |
| 1950             | Otto Graham | QB    |
| 1961             | Jim Brown   | RB    |
| 1962             | Jim Brown   | RB    |
| 1965             | Jim Brown   | RB    |

### Record di franchigia
Carriera
| Record in carriera |               |        |
| Categoria          | Giocatore     | Numero |
| Yard passate       | Brian Sipe    | 23.713 |
| TD passati         | Otto Graham   | 174    |
| Yard ricevute      | Ozzie Newsome | 7.980  |
| TD su ric.         | Gary Collins  | 70     |
| Yard corse         | Jim Brown     | 12.312 |
| TD su corsa        | Jim Brown     | 106    |

Stagionali
| Record stagionali |                 |        |           |
| Categoria         | Giocatore       | Numero | Anno      |
| Yard passate      | Brian Sipe      | 4.132  | 1980      |
| TD passati        | Brian Sipe      | 30     | 1980      |
| Yard ricevute     | Josh Gordon     | 1.646  | 2013      |
| TD su ric.        | Braylon Edwards | 16     | 2007      |
| Yard corse        | Jim Brown       | 1.863  | 1963      |
| TD su corsa       | Jim Brown       | 17     | 1958 1965 |

## La squadra
| Roster dei Cleveland Browns |
| --- |
| Quarterback - 17 Dorian Thompson-Robinson - 5 Jameis Winston - 2 Bailey Zappe Running Back - 34 Jerome Ford - 27 D'Onta Foreman - 36 Troy Hairston - 42 John Kelly Jr. Wide Receiver - 89 Kaden Davis - 3 Jerry Jeudy - 8 Elijah Moore - 11 James Proche - 80 Jamari Thrash - 81 Michael Woods II Tight End - 88 Jordan Akins - 82 Brenden Bates - 87 Tre' McKitty - 86 Blake Whiteheart Offensive Linemen - 75 Joel Bitonio G - 72 Geron Christian T - 78 Jack Conklin T - 67 Javion Cohen G - 68 Michael Dunn G - 65 Germain Ifedi T - -- Brady Latham G - 61 Roy Mbaeteka T - 60 Julian Pearl T - 55 Ethan Pocic C - 77 Wyatt Teller G - 69 Lorenzo Thompson T - 70 Zak Zinter G Defensive Linemen - 97 Jowon Briggs DT - 62 Michael Dwumfour DT - 95 Myles Garrett DE - 51 Michael Hall Jr. DT - -- Ralph Holley DT - 96 James Houston DE - 90 Maurice Hurst Jr. DT - 92 Sam Kamara DT - 54 Ogbonnia Okoronkwo DE - 99 Cameron Thomas DE - 94 Dalvin Tomlinson DT Linebacker - 30 Devin Bush Jr. ILB - 43 Mohamoud Diabate ILB - 98 Marcus Haynes LB - 58 Jordan Hicks ILB - 39 Khaleke Hudson ILB - 59 Winston Reid OLB - 52 Elerson G. Smith LB - 40 Nathaniel Watson OLB Defensive Back - 35 Chigozie Anusiem CB - 37 D'Anthony Bell SS - 28 Trey Dean III S - 9 Grant Delpit SS - 41 Chris Edmonds FS - 23 Martin Emerson CB - 31 Mike Ford Jr. CB - 26 Myles Harden CB - 33 Ronnie Hickman FS - 12 Rodney McLeod SS - 29 Cameron Mitchell CB - 1 Juan Thornhill FS - 21 Denzel Ward CB Special Team - 13 Corey Bojorquez P - 7 Dustin Hopkins K - 47 Charley Hughlett LS - 10 Andre Szmyt P - 50 Rex Sunahara LS Lista delle riserve - 74 Hakeem Adeniji T (IR) - 18 David Bell WR - 38 Tony Brown CB (IR) - 24 Nick Chubb RB (PUP) - 34 Jerome Ford RB - 53 Nick Harris C - 93 Shelby Harris DT - 22 Nyheim Hines RB (NF-Inj.) - 66 James Hudson T - 47 Charley Hughlett LS - 90 Maurice Hurst II DT - 79 Dawand Jones T - 6 Jeremiah Owusu-Koramoah OLB - 0 Greg Newsome II CB - 85 David Njoku TE - 20 Pierre Strong Jr. RB - 84 Geoff Swaim TE - 19 Cedric Tillman WR - 4 Deshaun Watson QB (IR) - 71 Jedrick Wills T - 91 Alex Wright DE - 56 Luke Wypler C (IR) Roster aggiornato al 30 gennaio 2025 66 attivi, 22 inattivi |
| Legenda - I rookie sono in corsivo. - Il primo ruolo è il principale mentre gli eventuali successivi indicano i ruoli secondari. - (IR) sta per Injured Reserve ed indica la lista ristretta per un solo giocatore infortunato che può tornare ad allenarsi dopo la settimana 6 e a rientrare in prima squadra dopo che questa ha giocato 8 partite. - (NF-Inj.) / (NF-Ill.) stanno rispettivamente per Non-Football Injured e Non-Football Illness ed indicano le liste dove viene inserito un giocatore che ha un infortunio o una malattia non dipendente dal football americano. - (PUP) sta per Physically Unable to Perform ed indica la lista dove viene inserito un giocatore mentre è in attesa di recuperare la condizione fisica. Nella stagione regolare dopo la sesta partita giocata dalla propria squadra, il giocatore ha tempo tre settimane per riprendere ad allenarsi, più tre settimane aggiuntive dal suo rientro agli allenamenti per rientrare in prima squadra. |

## Staff

### Allenatori
| Legenda | Legenda                                                       |
| ------- | ------------------------------------------------------------- |
| PA      | Partite allenate                                              |
| V       | Vittorie                                                      |
| S       | Sconfitte                                                     |
| P       | Pareggio                                                      |
| V%      | Percentuale di vittorie                                       |
|         | Ha trascorso l'intera sua carriera da allenatore con i Browns |
|         | Eletto nella Pro Football Hall of Fame                        |

Note: Statistiche aggiornate a fine stagione 2022.
| Num. | Nome                 | Stagione/i    | PA                | V                 | S                 | P                 | V%                | PA      | V       | S       | V%      | Successi                                                               | Note |
| Num. | Nome                 | Stagione/i    | Stagione regolare | Stagione regolare | Stagione regolare | Stagione regolare | Stagione regolare | Playoff | Playoff | Playoff | Playoff | Successi                                                               | Note |
| --- | -------------------- | ------------- | ----------------- | ----------------- | ----------------- | ----------------- | ----------------- | ------- | ------- | ------- | ------- | ---------------------------------------------------------------------- | ---- |
| Cleveland Browns |                      |               |                   |                   |                   |                   |                   |         |         |         |         |                                                                        |      |
| 1 | Paul Brown           | 1946–1962     | 214               | 158               | 48                | 8                 | .757              | 14      | 9       | 5       | .643    | 4 titoli AAFC (1946, 1947, 1948, 1949) 3 titoli NFL (1950, 1954, 1955) |      |
| 2 | Blanton Collier      | 1963–1970     | 112               | 76                | 34                | 2                 | .688              | 7       | 3       | 4       | .429    | 1 titolo NFL (1964)                                                    |      |
| 3 | Nick Skorich         | 1971–1974     | 56                | 30                | 24                | 2                 | .554              | 2       | 0       | 2       | .000    |                                                                        |      |
| 4 | Forrest Gregg        | 1975–1977     | 41                | 18                | 23                | 0                 | .439              | —       | —       | —       | —       | 1976 NFL Coach dell'anno                                               |      |
| — | Dick Modzelewski     | 1977          | 1                 | 0                 | 1                 | 0                 | .000              | —       | —       | —       | —       |                                                                        |      |
| 5 | Sam Rutigliano       | 1978–1984     | 97                | 47                | 50                | 0                 | .485              | 2       | 0       | 2       | .000    |                                                                        |      |
| 6 | Marty Schottenheimer | 1984–1988     | 71                | 44                | 27                | 0                 | .620              | 6       | 2       | 4       | .333    |                                                                        |      |
| 7 | Bud Carson           | 1989–1990     | 25                | 11                | 13                | 1                 | .460              | 2       | 1       | 1       | .500    |                                                                        |      |
| — | Jim Shofner          | 1990          | 7                 | 1                 | 6                 | 0                 | .143              | —       | —       | —       | —       |                                                                        |      |
| 8 | Bill Belichick       | 1991–1995     | 80                | 36                | 44                | 0                 | .450              | 2       | 1       | 1       | .500    |                                                                        |      |
| I Browns non hanno giocato dal 1996 al 1998 a causa degli eventi nella controversia sul trasferimento di Cleveland Browns. |                      |               |                   |                   |                   |                   |                   |         |         |         |         |                                                                        |      |
| 9 | Chris Palmer         | 1999–2000     | 32                | 5                 | 27                | 0                 | .156              | —       | —       | —       | —       |                                                                        |      |
| 10 | Butch Davis          | 2001–2004     | 59                | 24                | 35                | 0                 | .407              | 1       | 0       | 1       | .000    |                                                                        |      |
| — | Terry Robiskie       | 2004          | 5                 | 1                 | 4                 | 0                 | .200              | —       | —       | —       | —       |                                                                        |      |
| 11 | Romeo Crennel        | 2005–2008     | 64                | 24                | 40                | 0                 | .375              | —       | —       | —       | —       |                                                                        |      |
| 12 | Eric Mangini         | 2009–2010     | 32                | 10                | 22                | 0                 | .313              | —       | —       | —       | —       |                                                                        |      |
| 13 | Pat Shurmur          | 2011–2012     | 32                | 9                 | 23                | 0                 | .281              | —       | —       | —       | —       |                                                                        |      |
| 14 | Rob Chudzinski       | 2013          | 16                | 4                 | 12                | 0                 | .250              | —       | —       | —       | —       |                                                                        |      |
| 15 | Mike Pettine         | 2014–2015     | 32                | 10                | 22                | 0                 | .313              | —       | —       | —       | —       |                                                                        |      |
| 16 | Hue Jackson          | 2016–2018     | 40                | 3                 | 36                | 1                 | .088              | —       | —       | —       | —       |                                                                        |      |
| — | Gregg Williams       | 2018          | 8                 | 5                 | 3                 | 0                 | .625              | —       | —       | —       | —       |                                                                        |      |
| 17 | Freddie Kitchens     | 2019          | 16                | 6                 | 10                | 0                 | .375              | —       | —       | —       | —       |                                                                        |      |
| 18 | Kevin Stefanski      | 2020–presente | 50                | 26                | 24                | 0                 | .520              | 2       | 1       | 1       | .500    | 2020 NFL Coach dell'anno                                               |      |

### Staff attuale
| Staff dei Cleveland Browns |
| --- |
| Organi dirigenziali - Proprietari – Jimmy Haslam, Dee Haslam, Whitney Haslam-Johnson, J. W. Johnson - Chief strategy officer – Paul DePodesta - Vice presidente esecutivo/COO – David Jenkins - Vice presidente esecutivo dell'amministrazione del football/general manager – Andrew Berry - Assistente general manager/vice presidente delle operazioni del football – Catherine Hickman - Assistente general manager/vice presidente del personale dei giocatori – Glenn Cook - Vice presidente dell'amministrazione del football – Chris Cooper - Vice presidente di ricerca e strategia – Andrew Healy - Vice presidente del personale dei giocatori e sviluppo – Ken Kovash - Direttore dell'amministrazione del football – Taylor Young - Direttore del personale dei giocatori – Dan Saganey - Direttore degli osservatori dei professionisti – Adam Al-Khayyal - Direttore degli osservatori del college – Max Paulus - Personale senior/dirigente degli allenatori – Bob Quinn - Consulente esecutivo senior del GM – Jimmy Raye III - Consulente del GM – Chris Polian - Direttore delle operazioni del football – Tyler Hamblin - Direttore delle operazioni del football & processo – Joy Tapajcik - Direttore di ricerca e strategia – Dave Giuliani - Direttore della ricerca degli osservatori – Mike Cetta - Direttore dei sistemi informativi del football – Brad DeAngelis Capo allenatore - Capo-allenatore – Kevin Stefanski - Assistente c.a./coordinatore degli special team – Ray Ventrone Altri allenatori - Director of high performance – Shaun Huls - Preparatore atletico – Larry Jackson - Assistente p.a./scienza sportiva – Josh Christovich - Assistente p.a. – Monty Gibson - Assistente p.a. – Dale Jones - Assistente p.a. – Evan Marcus - Direttore della nutrizione – Katy Meassick Allenatori dell'attacco - Coordinatore offensivo – Tommy Rees - Quarterback – Bill Musgrave - Running back – Duce Staley - Coordinatore gioco sui passaggi/wide receiver – Chad O'Shea - Assistente wide receiver – Stephen Bravo-Brown - Tight end – Christian Jones - Offensive line – Mike Bloomgren - Assistente offensive line – Sanders Davis - Assistente offensive line – Ben Wilkerson - Specialista gioco sui passaggi – Nick Charlton - Bill Willis diversity coaching fellow – Nemo Washington Allenatori della difesa - Coordinatore difensivo – Jim Schwartz - Defensive line – Jacques Cesaire - Assistente defensive line – Adam Morris - Linebacker – Jason Tarver - Cornerback – Brandon Lynch - Safety – Ephraim Banda - Assistente difesa – Zach Dunn - Controlla qualità difesa – Jeff Anderson Allenatori dello special team - Assistente special team – Kyle Hoke |